# Moćna gomilica
Moćna gomilica (ruski: Могучая кучка) ili Ruska petorica naziv je za skupinu ruskih skladatelja s polovice 19. stoljeća čiji je predvodnik bio Milij Balakirev, okupljenu u Sankt Peterburgu pod snažnim utjecajem glazbe Mihaila Glinke.
Cilj "moćne gomilice" bio je skladanje glazbe s korijenima u ruskom folkloru, umjesto oslanjanja na europsku glazbenu tradiciju. Romantizam je snažno utjecao na rusku kulturu i nacionalnu svijest, a njegovi najznačajniji predstavnici u glazbi su bili upravo članovi "moćne gomilice", osim Balakireva još i:
- Aleksandar Porfirjevič Borodin
- Nikolaj Rimski-Korsakov
- Modest Petrovič Musorgski
- Cezar Antonovič Kjui